# Giacomo Bologna
Giacomo Bologna (Isola d'Istria, 5 luglio 1922 – Trieste, 24 agosto 2011) è stato un politico italiano.